# Балчик

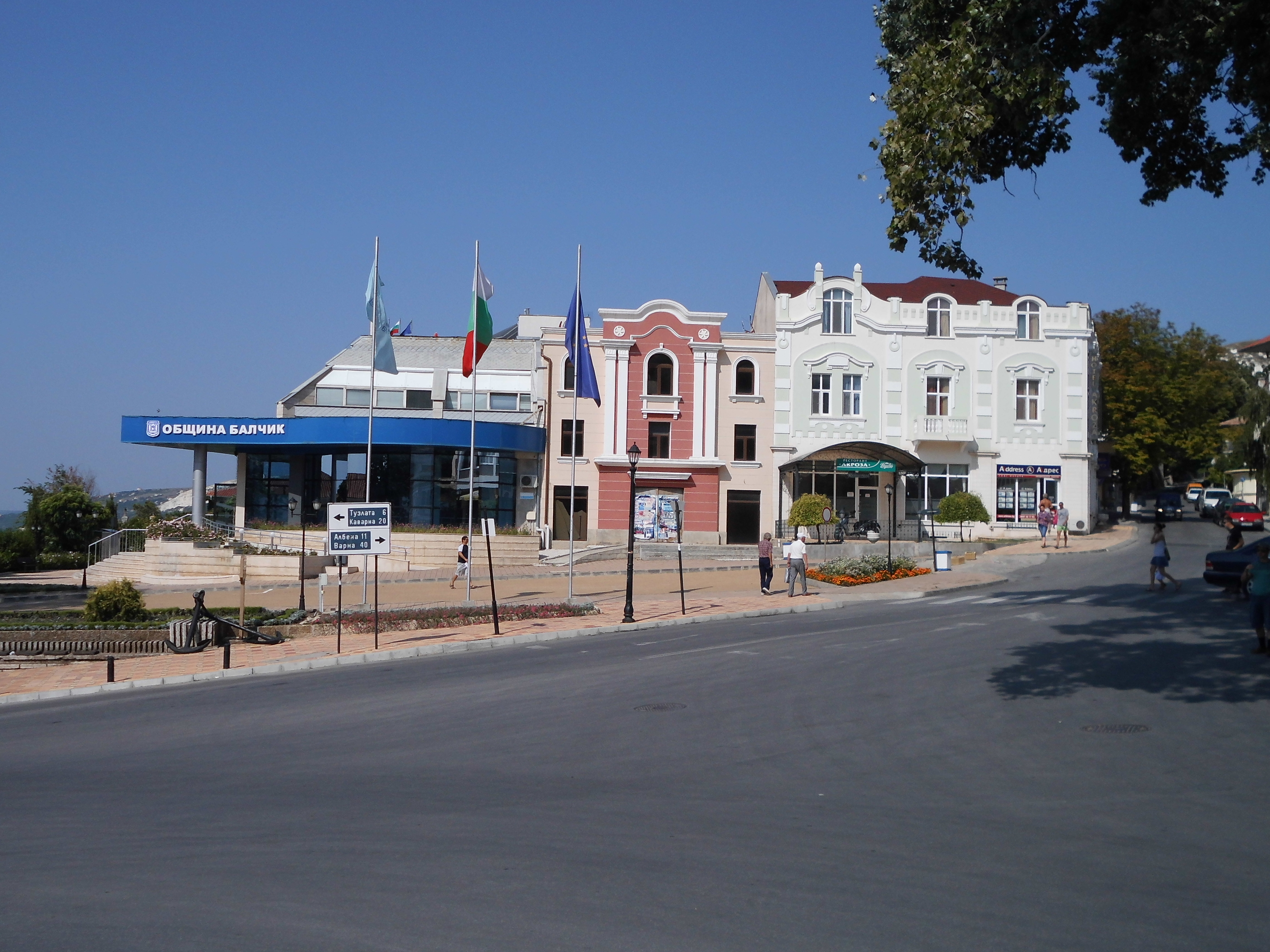
Центральная площадь города. Здание общины

Балчик (болг. Балчик) — город на северо-востоке Болгарии, административный центр общины Балчик Добричской области. Расположен на побережье Чёрного моря, недалеко от курорта Албена и в 47 км (по Е87) от Варны. Балчик подчиняется непосредственно общине и имеет своего кмета. Население составляет 12 357 человек (2022).
Балчик — третий по значимости после Варны и Бургаса порт в Болгарии. Здесь принимают пассажирские и грузовые суда средних размеров.

## История
В VI веке до н. э. на месте современного города был основан фракийско-эллинский полис с названием Круни (греч. Κρουνοί), в переводе с греческого — «источники» (из-за наличия в данной местности большого количества карстовых источников). Строения в городе были возведены в основном из белого известняка. Римский поэт Овидий, проплывавший на корабле мимо города, восторженно написал об увиденном: «Приветствую тебя, белокаменный город, с твоей неповторимой красотой». Позднее город был переименован: по легенде, записанной в летописях, однажды ночью на городской берег штормовым морем была выброшена статуя Диониса. Местные жители расценили это как знак богов и назвали город в честь бога вина Дионисополисом (греч. Διονυσόπολη). В античности город процветал и был вторым по величине городом на черноморском побережье после Одесоса (Варны). Город был обнесён крепостной стеной, здесь чеканились собственные монеты, на которых было изображение бога Диониса.
В 2007 году в Балчике было сделано сенсационное археологическое открытие — во время рытья котлована под строительство жилого дома был обнаружен хорошо сохранившийся храм, воздвигнутый в 280—260 гг. до н. э. фригийской богине плодородия Кибеле, которую называют также Понтийской матерью богов. Храм функционировал до IV века, когда был погребён оползнем, «законсервировавшим» храм на многие века. Храм Кибелы в Балчике — единственный храм матери богов в восточной части Балканского полуострова, а также единственный так хорошо сохранившийся храм Кибелы вообще в мире.
Войдя в VII веке в состав первого Болгарского царства, город, получивший название Карвуна, стал стратегически важным административным центром территории Карвунская земля. На итальянских навигационных картах он обозначен как Карбона.
В XIV веке Карвуна вошла в состав Добруджанского княжества. Современное название Балчик город получил от имени первого правителя княжества боярина Балика. Но это название впервые начинает употребляться только после захвата этих территорий Османской империей в XVI веке.
В 1878 году после Русско-турецкой войны и подписания Сан-Стефанского мирного договора Болгария обрела независимость.
В 1912 году по результатам Второй Балканской войны Румыния аннексировала Южную Добруджу (включая Балчик). Во время Первой мировой войны Балчик был возвращён Болгарии, но, когда боевые действия в регионе прекратились, Румыния восстановила свои полномочия.
В 1940 году, незадолго до начала Второй мировой войны в регионе, Румыния по условиям Крайовского мирного договора уступила Южную Добруджу (включая Балчик) Болгарии.

## Ботанический сад и резиденция королевы Марии

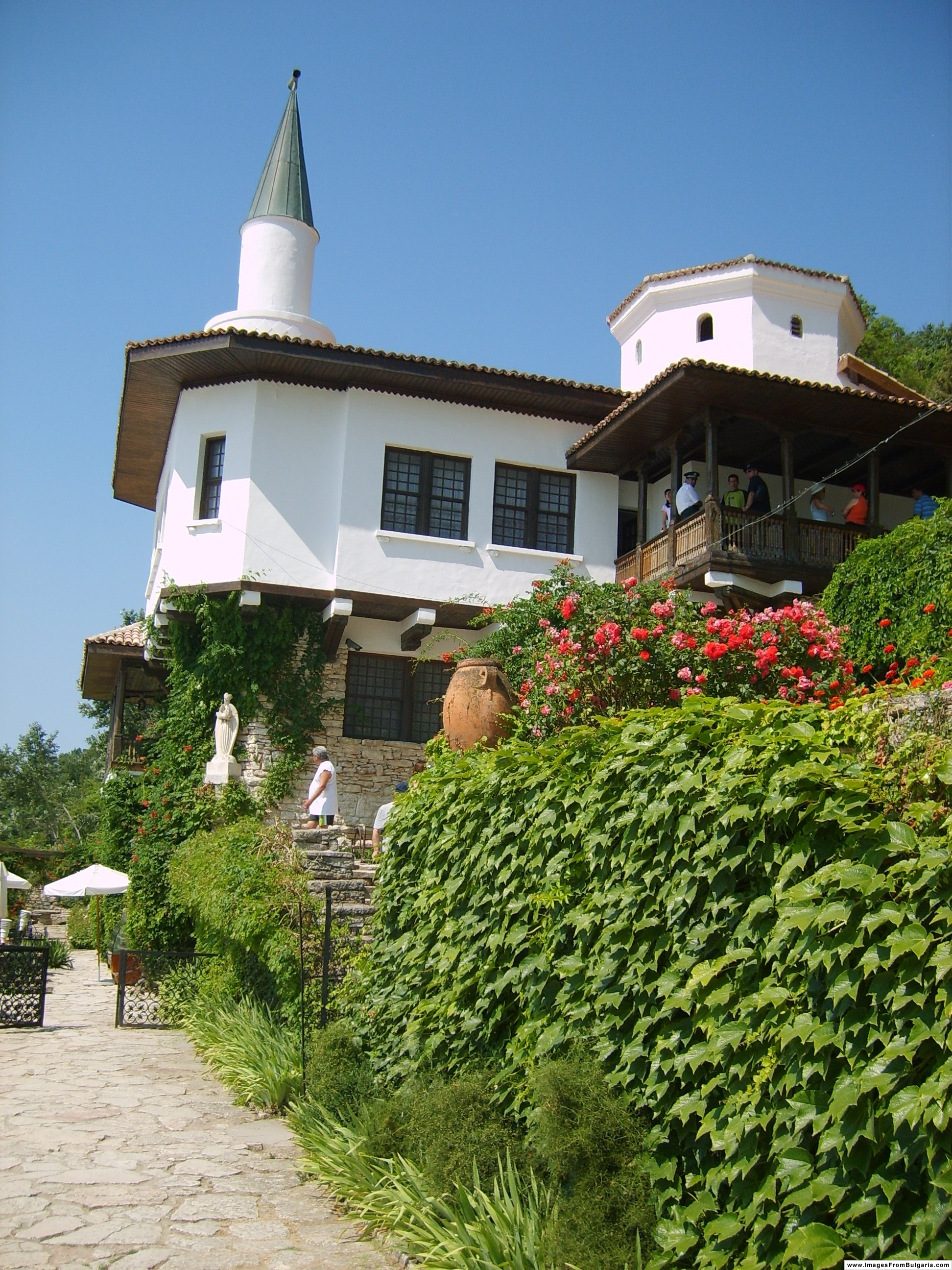
Вилла королевы Марии

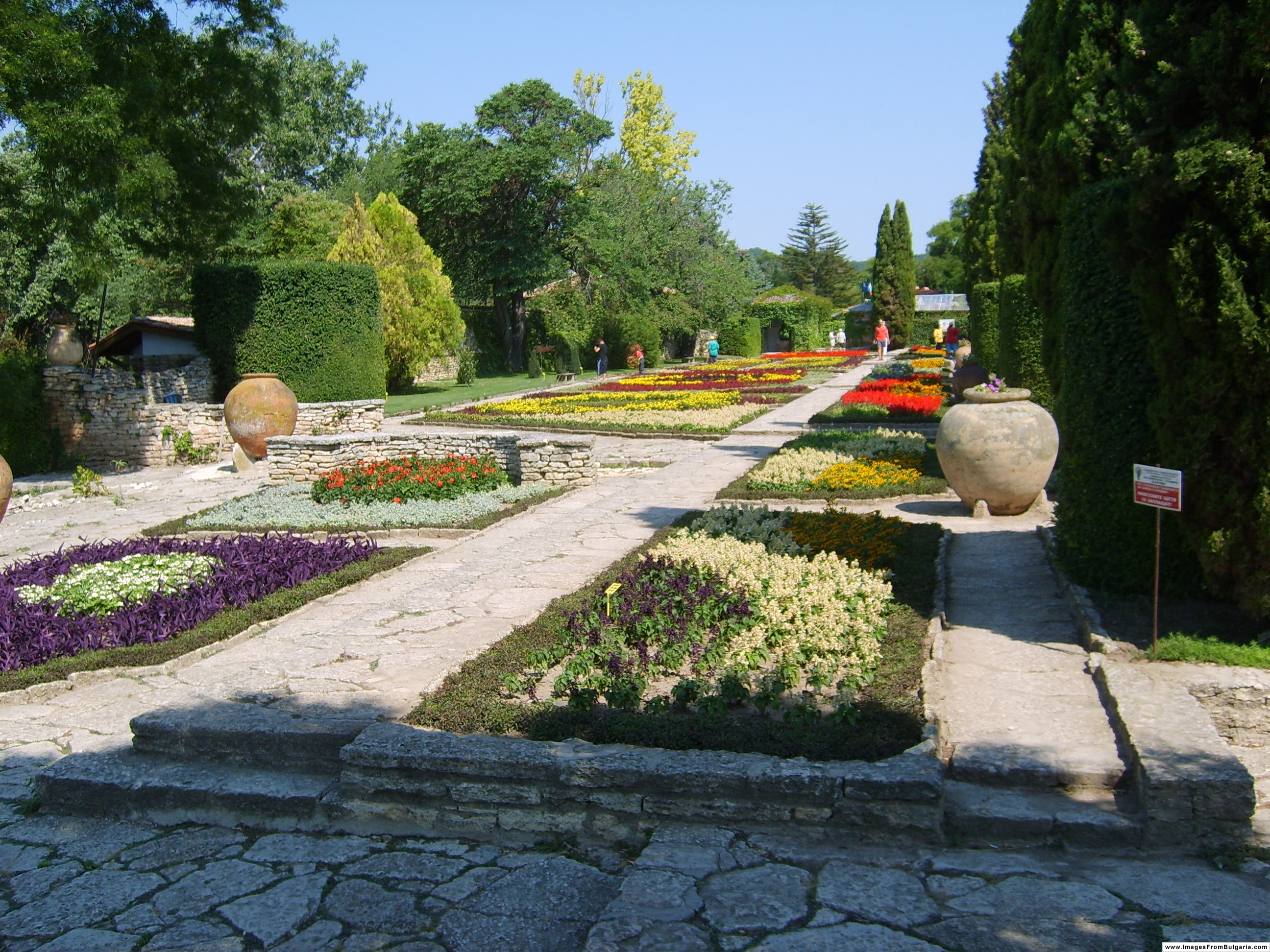
Ботанический сад Балчика

Королева Румынии Мария Эдинбургская (жена румынского короля Фердинанда I) в 1921 году приказала разбить в Балчике огромный парк и построить летнюю резиденцию, которую она назвала по-турецки «Tenha Yuvah» — «Одинокое гнездо». Сейчас она известна под названием «Дворец Тихое гнездо».
Летняя резиденция королевы была спроектирована по эскизам художника Александра Сатмари военным архитектором Эмилем Гунеша и построена итальянскими архитекторами Агостино Фабро и Америго в период с 1924 по 1931 год (строительство парка продолжалось вплоть до 1936 года). В состав резиденции входят 10 вилл и часовня; при постройке этого комплекса использовалось сочетание различных архитектурных стилей. Сердцем комплекса считается дворец королевы, имеющий большую башню. Около дворца был установлен массивный каменный трон, сидя на котором королева Мария наблюдала восход солнца.
Дворцовый парк — подражание критскому лабиринту; местная часовня, которую Мария называла «Stella Varis» — «Звезда морей», в связи с этим была полностью скопирована с одной из церквей XV века с острова Крит. Самым красивым садом считается Сад Аллаха. Особо можно отметить следующие места: Серебряный колодец; аллеи, выложенные мельничными жерновами; глиняные кувшины, привезенные из Марокко.
Дизайн парка — разработка швейцарского садовода Жюля Жани. Территория парка составляет 65 км². Сейчас в парке насчитывается около 200 различных пород деревьев, большое количество цветов, более 250 видов кактусов (более 1000 м²), коллекция которых является второй по количеству после коллекции в Монако. В парке насчитывается более 3000 редких и экзотических растений.

## Храм Кибелы

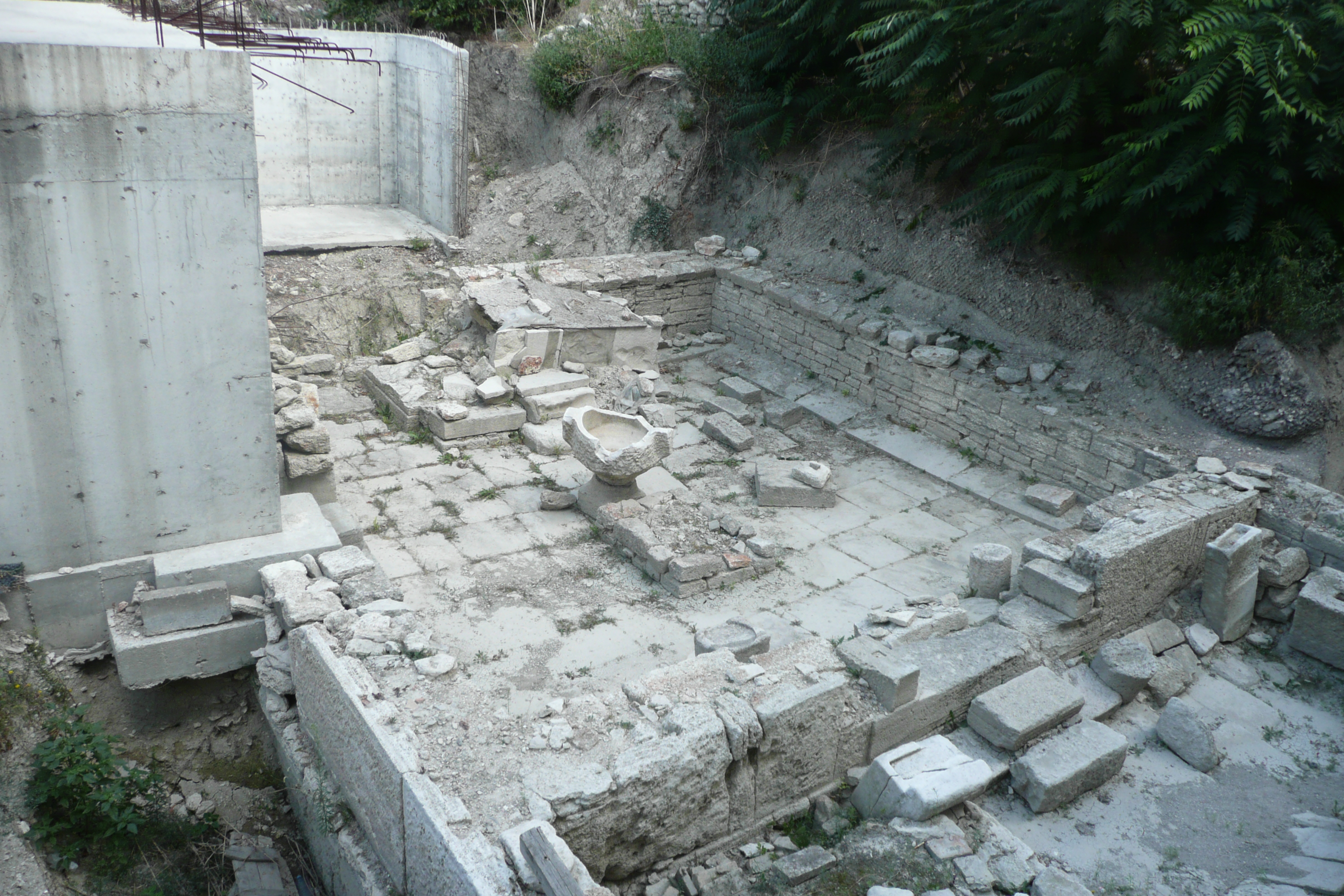
Место раскопок в 2011 году

В 2007 году в Балчике было сделано сенсационное археологическое открытие — во время рытья котлована под строительство жилого дома был обнаружен хорошо сохранившийся храм, воздвигнутый в 280—260 гг. до н. э. фригийской богине плодородия Кибеле, которую называют также Понтийской матерью богов. Храм был прямоугольной формы и имел наос и пронаос. В наосе находилась эдикула с колоннами, капителями и фронтоном с рельефным изображением бога Гелиоса. В эдикуле находилась главная статуя храма — Великой богини матери Кибелы. Храм был построен из каменных плит так называемым сухим строительством и имел двухскатную черепичную крышу. Функционировал до IV века, когда был погребён оползнем, «законсервировавшим» храм на многие века. Храм Кибелы в Балчике — единственный храм матери богов в восточной части Балканского полуострова и единственный так хорошо сохранившийся храм Кибелы вообще в мире. При раскопках было обнаружено более десяти полностью или частично сохранившихся мраморных статуй, больше 200 монет, 27 мраморных памятников с эпиграфами, свыше 20 скульптурных изображений Кибелы, Афродиты, Посейдона, Диониса и Пана.

## Города-побратимы
- Armutalan[вд], Турция
- Bran[вд], Румыния
- Мангалия, Румыния
- Стара Любовня, Словакия
- Хагфорс[вд], Швеция
- Цешин, Польша

## Галерея

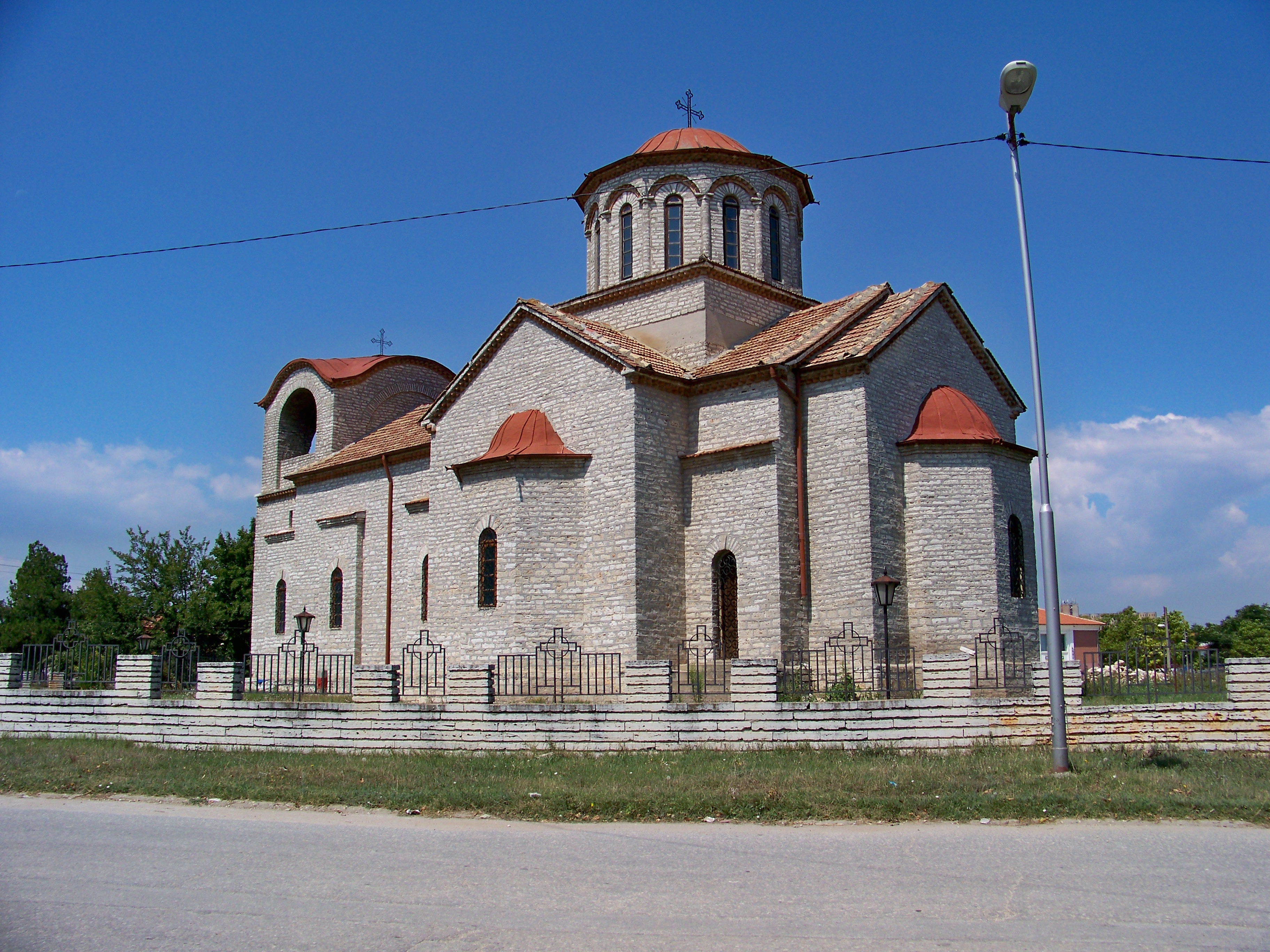
Церковь Святой Параскевы Сербской (болг. Петка Българска)
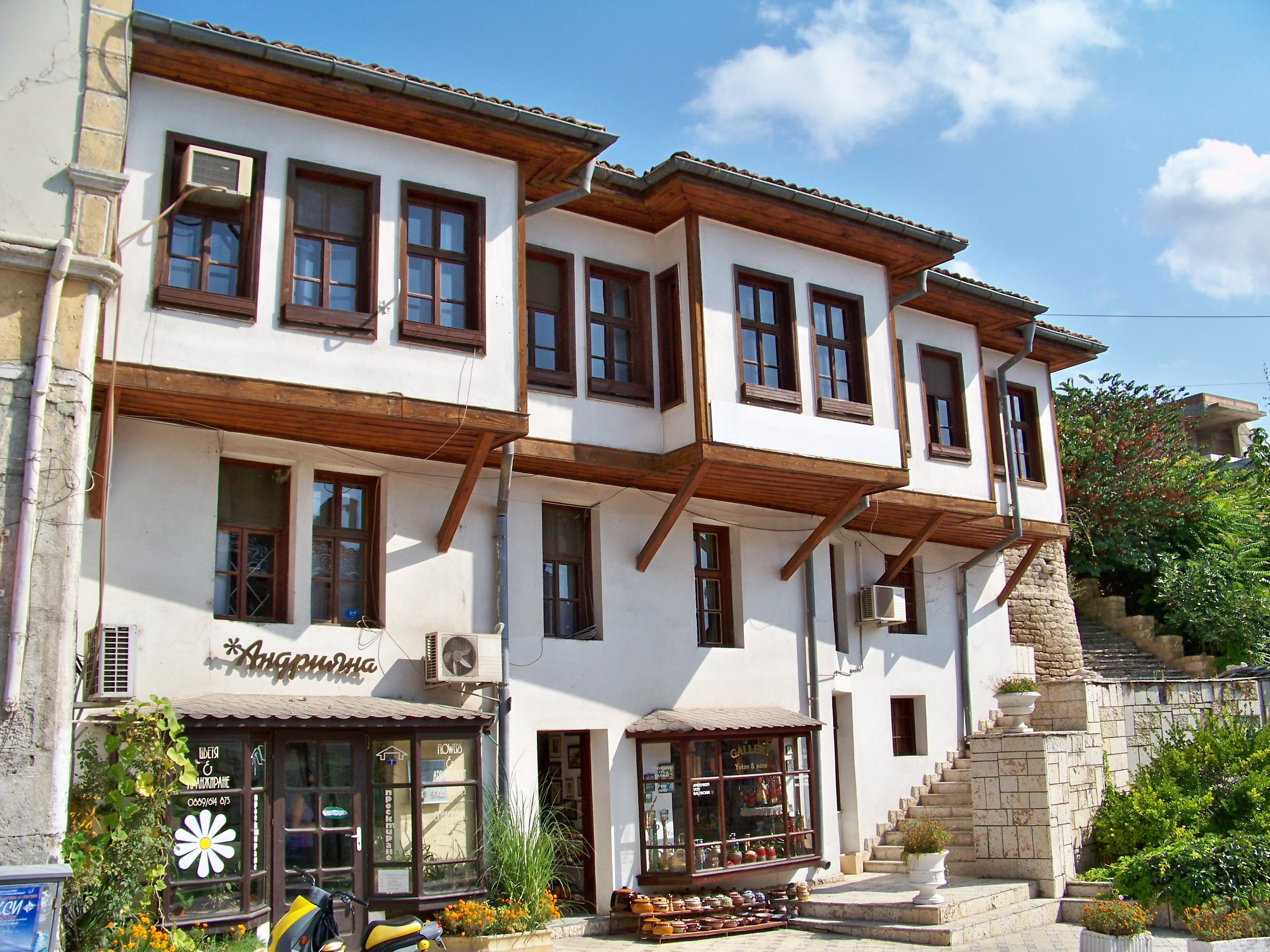
Архитектура центра города
Порт Балчика и Рыбацкая площадь.
Типичный вид улиц «старого» города
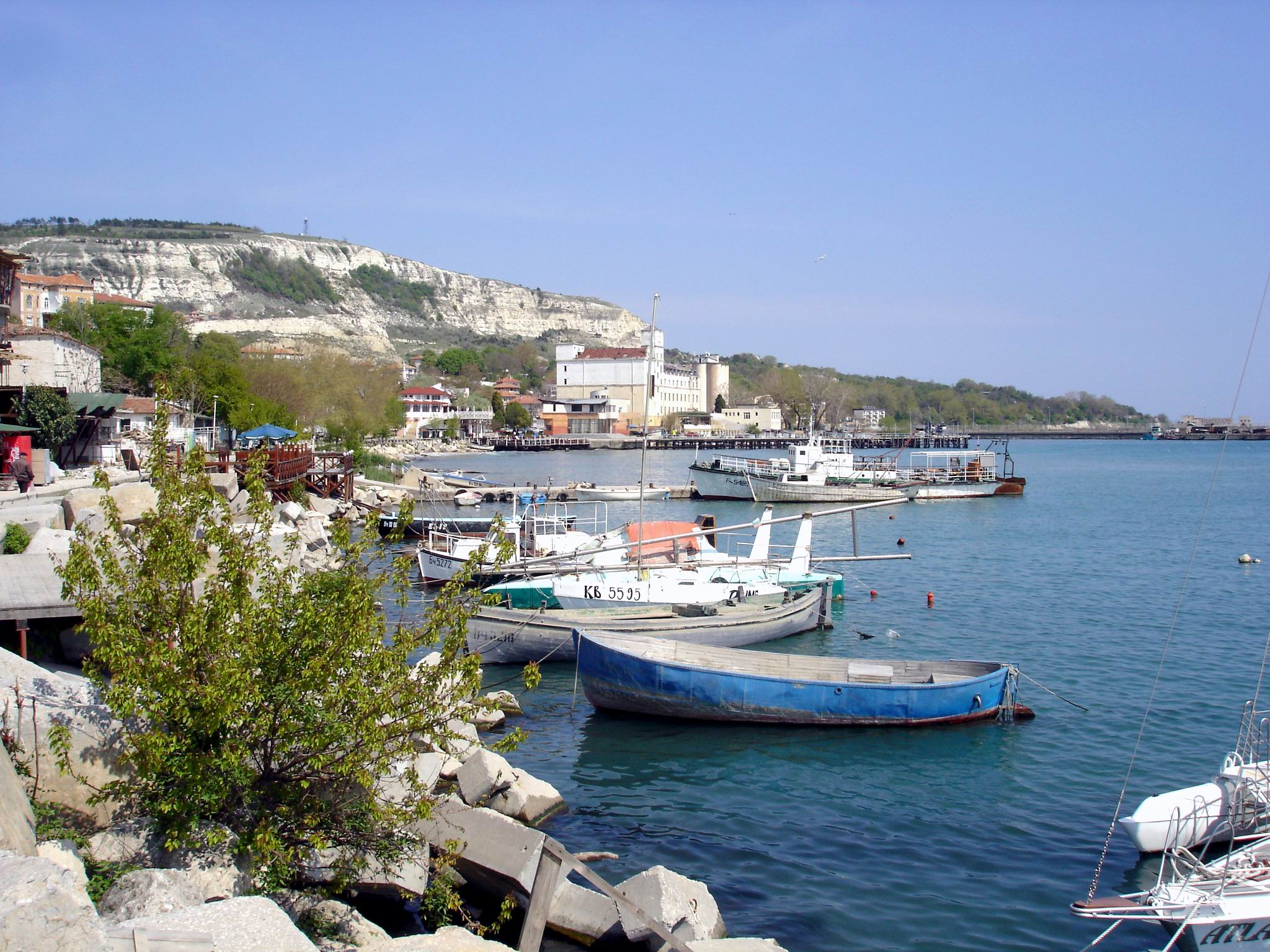
Побержье в черте города
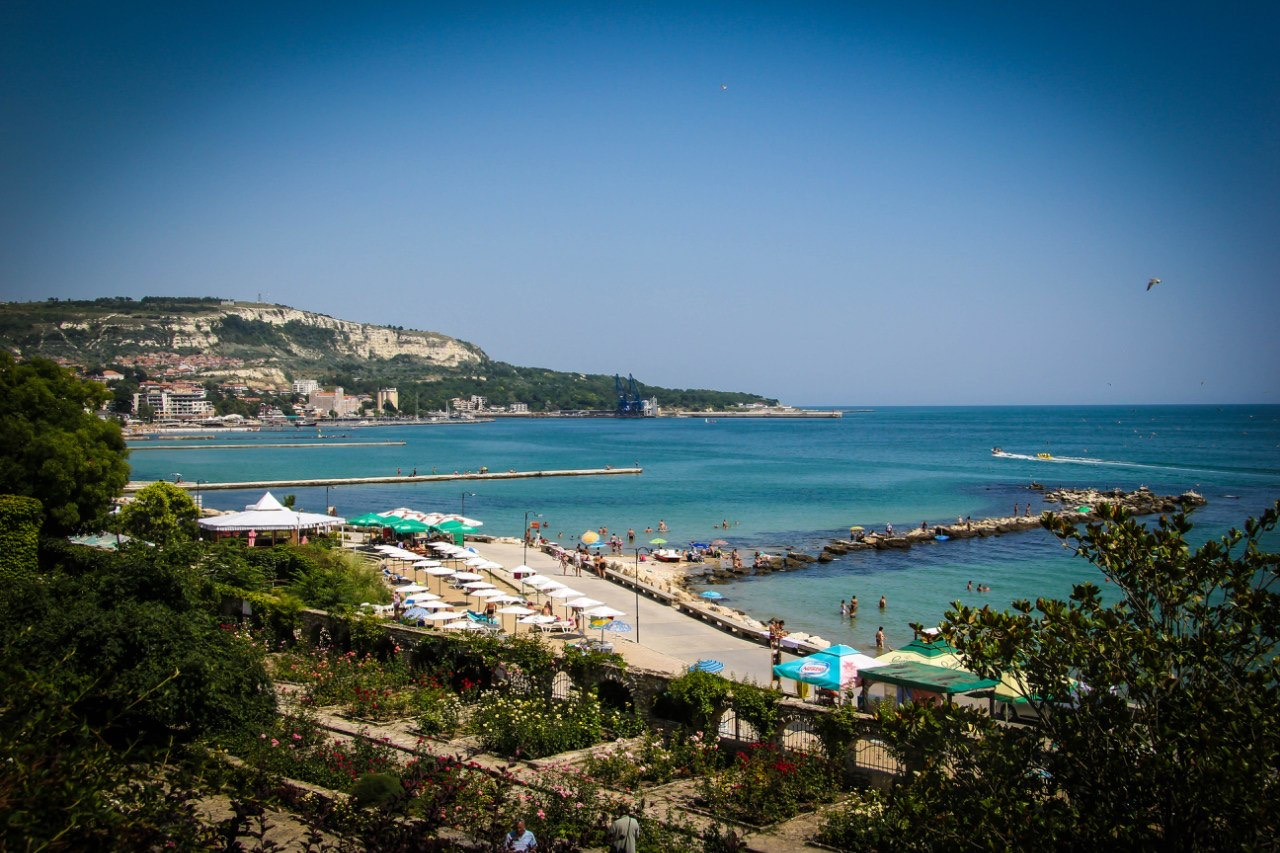
Балчик. Вид на побережье